# Partymobile
Partymobile è il terzo album in studio del cantante canadese PartyNextDoor, pubblicato il 27 marzo 2020.

## Pubblicazione
A novembre 2019 PartyNextDoor ha annunciato che il suo terzo album in studio sarebbe stato pubblicato nelle prime settimane del 2020, per poi posticiparne l'uscita per il febbraio dello stesso anno. Tuttavia, la pubblicazione è avvenuta nel mese seguente.

## Tracce
1. Nothing Less – 3:29 (Jahron Anthony Brathwaite, Carl McCormick, Shane Lindstrom)
2. Turn Up – 3:29 (Jahron Anthony Brathwaite, Carl McCormick, Shane Lindstrom, Ini Kamoze)
3. The News – 4:27 (Jahron Anthony Brathwaite, Andre Robertson, Jon Hoskins)
4. Split Decision – 3:06 (Jahron Anthony Brathwaite, Alex Lustig)
5. Loyal (feat. Drake) – 3:17 (Jahron Anthony Brathwaite, Aubrey Graham, D'andre Moore-Jackson, Noah "40" Shebib, Joshua Parker)
6. Touch Me – 3:47 (Jahron Anthony Brathwaite, Ozan Yildirim)
7. Trauma – 2:51 (Jahron Anthony Brathwaite, Matthew Burns, John Mitchell)
8. Showing You – 4:47 (Jahron Anthony Brathwaite, Miguel Curtidor, Zach Perry, David Hughes)
9. Eye on It – 3:33 (Jahron Anthony Brathwaite, A. Kuehl-Joergensen, Lazaro B. Valenzuela)
10. Believe It (con Rihanna) – 3:03 (Jahron Anthony Brathwaite, Robyn Fenty, Robertson, Carl McCormick, Eric Dugar)
11. Never Again – 3:53 (Jahron Anthony Brathwaite, Alex Lustig, Noah "40" Shebib)
12. PGT – 3:13 (Jahron Anthony Brathwaite, Dominique Byron Laing, Brandon Kong)
13. Another Day – 2:32 (Jahron Anthony Brathwaite, Carl McCormick, Shane Lindstrom)
14. Savage Anthem – 6:16 (Jahron Anthony Brathwaite, Andrew Cedar, J. Boyd, Noah "40" Shebib)
15. Loyal (Remix) (feat. Drake e Bad Bunny) – 4:41 (Jahron Anthony Brathwaite, Aubrey Graham, Benito Antonio Martínez Ocasio, Moore-Jackson, Noah "40" Shebib, Joshua Parker)

## Successo commerciale
Negli Stati Uniti d'America, Partymobile ha debuttato alla 8ª posizione nella Billboard 200 statunitense, diventando il secondo album dell'interprete ad esordire nella top ten di tale classifica dopo aver venduto nella sua prima settimana 50 000 unità.
Nella classifica britannica degli album, ha debuttato alla 7ª posizione grazie a 5 277 unità di vendita, diventando la pubblicazione del cantante con il miglior piazzamento nella Official Albums Chart.

## Classifiche
| Classifica (2020) | Posizione massima |
| ----------------- | ----------------- |
| Australia         | 22                |
| Austria           | 38                |
| Belgio (Fiandre)  | 14                |
| Belgio (Vallonia) | 48                |
| Canada            | 3                 |
| Danimarca         | 14                |
| Estonia           | 24                |
| Francia           | 29                |
| Germania          | 56                |
| Irlanda           | 29                |
| Islanda           | 11                |
| Italia            | 74                |
| Lettonia          | 42                |
| Lituania          | 18                |
| Norvegia          | 8                 |
| Nuova Zelanda     | 27                |
| Paesi Bassi       | 17                |
| Regno Unito       | 7                 |
| Spagna            | 26                |
| Stati Uniti       | 8                 |
| Svezia            | 18                |
| Svizzera          | 19                |